# 北川内駅
北川内駅（きたかわちえき）は、かつて福岡県八女郡上陽町大字北川内（現・八女市上陽町北川内）に置かれていた、日本国有鉄道（国鉄）矢部線の駅（廃駅）である。
矢部線の開通とともに開業した駅で、上陽町の中心地区の西端部にあり、同町唯一の駅であった。矢部線の廃止に伴い、1985年（昭和60年）4月1日に廃駅となった。

## 歴史
- 1945年（昭和20年）12月26日：矢部線の全線開通と同時に、一般駅として開業[1]。名前の由来は、開業時の地名である北川内村に因む[2]。
- 1962年（昭和37年）4月1日：業務委託駅となる（日本交通観光社に委託）[3]。
- 1971年（昭和46年）2月20日：貨物および荷物の取り扱い廃止[4]。無人駅となる[5]。
- 1985年（昭和60年）4月1日：矢部線の全線廃止に伴い、廃駅となる[1]。

## 駅構造
廃止時は、1面1線の単式ホームを有していた。駅舎は無くホーム上に待合所があったが、無人化後は板壁が剥がされるなど荒らされていた。

## 駅周辺
路線バス開通までは上陽町唯一の交通拠点で、上陽町の中心街だった。現在も市役所支所や銀行の出張所などがある。
- 上陽町役場（現・八女市役所上陽支所）
- 上陽町立図書館（現・八女市立図書館上陽分館）
- 上陽郵便局
- 北川内公園（北東1.0 km） - 大伴部博麻の碑がある。当駅の駅前広場にも、「大伴部博麻出身の地」と記された標柱が建てられていた。
- 上陽町立上陽中学校（現・八女市立上陽北汭学園）

## 現状
駅跡地には、八女市地域福祉センター上陽支所が設置されている。また、当駅の東側で路線は大きく右折し南下したが、旧北川内隧道の入口が残されている。

## 隣の駅
日本国有鉄道
矢部線
山内駅 - 北川内駅 - 黒木駅